# Ryszard Skwarski
Ryszard Skwarski (ur. 5 kwietnia 1930 w Zakroczymiu, zm. 1 czerwca 1996 w Ramsey) – polski kajakarz, olimpijczyk z Melbourne 1956 i Rzymu 1960.

## Życiorys
Zawodnik Spójni Warszawa. Dwukrotny medalista mistrzostw Europy (srebrny i brązowy) w wyścigu K-1 4 × 500 m.
Wielokrotny mistrz Polski w:
- konkurencji K-1 na dystansie 500 metrów w roku 1950
- konkurencji K-1 na dystansie 1000 metrów w roku 1960
- konkurencji K-2 na dystansie 500 metrów w latach 1954-1958
- konkurencji K-2 na dystansie 1000 metrów w latach 1956-1958
- konkurencji K-2 na dystansie 10000 metrów w latach 1954, 1956-1957

Na igrzyskach olimpijskich w roku 1956 wystartował (wraz z Jerzym Górskim) w konkurencji K-2 na dystansie 1000 metrów odpadając w eliminacjach. W roku 1960 w Rzymie wystartował w konkurencji K-1 na dystansie 1000 m odpadając w półfinale oraz w sztafecie K-1 4 × 500 m (partnerami byli: Ryszard Marchlik, Władysław Zieliński, Stefan Kapłaniak) w której to konkurencji Polacy zajęli 4. miejsce.